# SC-122 (konvooi)
SC-122 was een geallieerd scheepskonvooi tijdens de Tweede Wereldoorlog. Het konvooi bestond uit 50 vrachtschepen van verscheidene nationaliteiten. Konvooi SC-122 vertrok vanuit Sydney, Canada naar Groot-Brittannië over de Noord-Atlantische Oceaan. Op 17 maart werd SC-122 voor het eerst verkend door de U-338. Tussen 17 maart en 19 maart 1943 werd het konvooi door Duitse U-boten aangevallen, bestaande uit drie "Wolfpack"-groepen, de Gruppe Raubgraf, met 10 U-boten, Gruppe Dränger, 11 U-boten en Gruppe Stürmer, 18 U-boten. Verder waren er nog 4 U-boten die niet in die groepen waren ingedeeld maar die wel deelnamen in de konvooislag.  

## Geschiedenis
Konvooi SC-122 werd geëscorteerd door de B-5 Group onder leiding van Commandant R.C.Boyle RN met HMS Havelock, de Amerikaanse torpedojager USS Upshur (DD-144), HMS Swale, de Flower-klasseschepen HMS Buttercup, HMS Lavender, HMS Godetia, HMS Lavender, HMS Pimpernel en HMS Saxifrage. De kotter USCG Ingham sloot zich aan op 19 maart.

## De slag
Tijdens de winter van 1942-43, werd het centrale deel van de konvooiroute van het Noord-Atlantische Oceaangedeelte vanaf Canada tot aan Engeland, bekend als het "Air Gap", omdat deze zone niet bereikbaar was voor langeafstands patrouillevliegtuigen vanuit Labrador, ijsland of Noord-Ierland. De U-boten werden in patrouillelinie geplaatst over de konvooiroutes. Om het even welk konvooi dat een van deze groepslijnen kruiste, zou theoretisch waargenomen worden door minstens één U-boot die het konvooi zou doormelden en volgen om anderen erheen te leiden, tot er genoeg aanwezige U-Boten waren om een aanval van het "wolfspack" te lanceren op de geallieerde schepen.
Midden de maand maart werd Gruppe Raubgraf ("roofgraaf") geplaatst op de westelijke rand van het "air gap", en Gruppes Stürmer ("waaghals") en Dränger ("plunderaar") vormde een lange blokkadelijn door het centrum van het "luchtgat". Het langzamere konvooi SC-122 voer naar het oosten door het gebied van Gruppe Raubgraf, één dag alvorens die onderscheppingslijn werd gevormd, en eveneens naar het oosten, het snellere konvooi HX-229, achter SC-122 op dezelfde koerslijn, en glipte zodoende door de Duitse onderscheppingslijn tijdens een zwaar onweer en bar slecht weer.

### 16/17 maart
De U-653 had een bemanningslid vanuit de commandotoren verloren, die overboord geslagen werd tijdens de zware storm. Ze had een laag brandstofrendement, niet goed functionerende machines en met één enkele gebrekkige torpedo, werd de U-653 losgemaakt van Gruppe Raubgraf om naar Frankrijk terug te keren. De huiswaarts kerende U-653 ontdekte konvooi SC-229 om 03.30 u. op 17 maart. Met het waarnemen van één naar het oosten varend konvooi, bij dageraad en dicht bij de westelijke rand van het "air gap" bood het uitstekende perspectieven om de U-boten te verzamelen tot één groot "wolfspack" voor een aanval op de avond van 16 maart, en de rest van Gruppe Raubgraf werd bevolen om het konvooi in te halen. Gruppes Stürmer en Dränger werden toen bevolen om in de buurt van HX-229 samen te komen. Zeven van die U-Boten van Gruppe Raubgraf vielen aan en de nabijgelegen U-119, die bij de "melkkoe"U-boot, de U-463 op dat moment werd bijgetankt, sloot zich aan bij de aanvalsgroep. Hij vond konvooi HX-229 tijdens de dag en viel het aan nadat de duisternis was ingevallen. Acht schepen werden getorpedeerd, nog vóór dat de ochtend aanbrak.

### 17 maart
Ondertussen vonden U-338 van Gruppe Stürmer konvooi SC-122, kort na middernacht van 17 maart op 120 zeemijlen vóór HX-229. De U-338 lanceerde als eerste met een torpedosalvo op vier schepen van SC-122. Admiraal Donitz gaf opdracht aan sommige U-boten van Gruppes Stürmer en Dränger zich tegen SC-122 te richten, eerder dan tegen konvooi HX-229, zodra hij notie had gekregen dat er twee konvooien in de buurt waren, maar de Duitse verslagen verwijzen naar de twee nabijgelegen konvooien als één enkele konvooislag -- Geleitzug Nummer 19.
De B-24 Liberators (VLR) patrouillebommenwerpers met zeer groot vliegbereik van het eskader van R.A.F. 86 in Aldergrove, Noord-Ierland, en Eskader 120 van Reykjavik, IJsland, maakten enkele eerste efficiënte patrouilles in het "luchtgat" op 17 maart en schaduwden de Duitse onderzeeboten. De Duitsers werden hierbij verrast, zo dicht bij de beide konvooien, door de bommenwerpers. De U-boten torpedeerden meer dan twee schepen van konvooi HX-229 en drie van SC-122 ondanks het dreigende tussenbeide komen van de B-24 Liberators.

### 18 maart
De Liberatorbommenwerpers bereikten opnieuw SC-122 op 18 maart, maar konden HX-229, die slechts 70 zeemijl verder weg en naderbij opstoomde, niet vinden. De U-boten torpedeerden meer dan twee schepen van HX-229 en een andere van SC-122. Een vrachtschip van HX-229, de Mathew Luckenbach, werd bij het voortdurende verlies van vrachtschepen gealarmeerd en liep weg vanuit het konvooi. Hij draaide af naar bakboord van het konvooi, zonder machtiging en orders, om rechtstreeks naar Engeland op te stomen door zijn beste snelheid in te zetten. Een ander vrachtschip, de Clarissa Radcliffe, die van SC-122 tijdens een onweer op 9 maart was achtergebleven, werd nooit meer opnieuw teruggezien en werd verondersteld om onafhankelijk uit het konvooi weg te stomen totdat ze getorpedeerd werd door de U-663 op 18 maart.

### 19 maart
De extra escorteschepen en de stijgende aantallen patrouillebommenwerpers, bereikten de konvooien op 19 maart. De U-384 werd hierbij tot zinken gebombardeerd door een liberator-bommenwerper. De U-Boten werden bevolen om die nacht de aanvallen te beëindigen. De Mathew Luckenbach was het enige schip op 19 maart die nog werd getorpedeerd, aangezien zijn vlucht uit het konvooi HX-229, de concentratie van U-boten rond SC-122 innamen. De escorterende kotter van SC-122 merkte de rookpluim door de torpedo-explosie en redde de bemanning van de Mathew Luckenbach, die naderhand geen poging meer deden om het nog drijvende schip nog te bergen. Het werd later die avond getorpedeerd door de U-523.

## Getroffen schepen van konvooi SC-122
- 17 maart 1943: U-305 - Rudolf Bahr - Port Auckland - 8.789 ton - Groot-Brittannië
- 17 maart 1943: U-305 - Rudolf Bahr - Zouave - 4.256 ton - Groot-Brittannië
- 17 maart 1943: U-338 - Manfred Kinzel - SS Alderamin - 7.886 ton - Nederland
- 17 maart 1943: U-338 - Manfred Kinzel - Fort Cedar Lake - (b.) 7.134 ton - Groot-Brittannië
- 17 maart 1943: U-338 - Manfred Kinzel - Granville - 4.071 ton - Panama
- 17 maart 1943: U-338 - Manfred Kinzel King Gruffydd - 5.072 ton - Groot-Brittannië
- 17 maart 1943: U-338 - Manfred Kinzel Kingsbury - 4.898 ton - Groot-Brittannië
- 17 maart 1943: U-665 - Hans-Jürgen Haupt - Fort Cedar Lake - 7.134 ton - Groot-Brittannië
- 18 maart 1943: U-663 - Heinrich Schmid - Clarissa Radcliffe - 5.754 ton - Groot-Brittannië
- 19 maart 1943: U-666 - Herbert Engel - Carras (b.) - 5.234 ton - Griekenland
- 19 maart 1943: U-333 - Werner Schwaff - Carras - 5.234 ton - Griekenland

(b.) = Dit schip werd beschadigd tijdens de aanval

## Gruppe Raubgraf - U-bootgroepen
- U-84 - Kptlt. Horst Uphoff
- U-89 - Kptlt. Dietrich Lohmann
- U-91* - Kptlt. Heinz Walkerling
- U-435* - Kptlt. Siegfried Strelow
- U-600* - Kptlt. Bernhard Zurmühlen
- U-603* - Oblt. Hans-Joachim Bertelsmann
- U-615 - Kptlt. Ralph Kapitsky
- U-653 - Kptlt. Gerhard Feiler
- U-664 - Oblt. Adoph Graef
- U-758* - Kptlt. Helmut Manseck

## Gruppe Dränger
- U-86 - Kptlt. Walter Schug
- U-221* - Oblt. Hans-Hartwig Trojer
- U-333* - Oblt. Werner Schwaff
- U-336 - Kptlt. Hans Hunger
- U-373 - Kptlt. Paul-Karl Loeser
- U-406 - Kptlt. Horst Dietrichs
- U-440 - Kptlt. Hans Geissler
- U-441* - Kptlt. Klaus Hartmann
- U-590 - Kptlt. Heinrich Muller-Edzards
- U-608* - Kptlt. Rolf Struckmeier
- U-610 - Kptlt. Freiherr Walter von Freyberg-Eisenberg-Allmendingen

## Gruppe Stürmer
- U-134 - Oblt. Hans-Gunther Brosin
- U-190 - Kptlt. Max Wintermeyer
- U-229 - Oblt. Robert Schetelig
- U-305* - Kptlt. Rudolf Bahr
- U-338* - Kptlt. Manfred Kinzel
- U-384* - Oblt. Hans-Achim von Rosenberg-Gruszcynski (+)
- U-439 - Oblt. Helmut von Tippelskirch
- U-523* - Kptlt. Werner Pietzch
- U-526 - Kptlt. Hans Moglich
- U-527* - Kptlt. Herbert Uhlig
- U-530 - Kptlt. Kurt Lange
- U-598 - Kptlt. Gottfried Holtorf
- U-618 - Kptlt. Kurt Baberg
- U-631* - Oblt. Jurgen Kruger
- U-641 - Kptlt. Horst Randtel
- U-642 - Kptlt. Herbert Brunning
- U-665* - Oblt. Hans-Jurgen Haupt
- U-666* - Oblt. Herbert Engel

## Niet behorende bij deze groepen
- U-228* - Oblt. Erwin Christopherson
- U-230 - Kptlt. Paul Siegmann
- U-616* - Oblt. Siegfried Koitschka
- U-663* - Kptlt. Heinrich Schmid

(*) = U-boten die vuurden met torpedo's of het dekkanon gebruikten